# Siemon Allen
Siemon Allen (* in Durban) ist ein südafrikanischer Installationskünstler, der in den Vereinigten Staaten lebt und arbeitet.

## Biografie
Siemon Allen studierte am Technikon Natal Institut in Durban Kunst und schloss 1999 mit einem Master ab. In dieser Zeit lernte er auch seine heutige Frau, eine Amerikanerin, kennen und zog später mit ihr in die Vereinigten Staaten, wo er heute als Gastprofessor an der Fakultät für Skulptur und Extended Media der Virginia Commonwealth University in Richmond unterrichtet.
Noch während seiner Zeit in Südafrika war Allen im Rahmen einer Künstlerinitiative Gründungsmitglied der FLAT Gallery, welche von 1993 bis 1995 in Durban bestand.
Allens Arbeiten wurden auf der 2. Johannesburg Biennale als Teil der Ausstellung "Graft" gezeigt; er ist heute unter anderem in den Sammlungen der Durban Art Gallery, des Guggenheim Museum in New York, der Standard Bank Collection sowie in zahlreichen weiteren privaten und öffentlichen Sammlungen weltweit vertreten.

## Werk und Arbeitsweise
Siemon Allen ist ein leidenschaftlicher Sammler und Archivar südafrikanischer Ephemera, welche er in seinen großflächigen visuellen und informationsdidaktischen Installationen verarbeitet. Betitelt sind diese Arbeiten als „Sammlungs Projekte“, mit welchen der Künstler in den letzten Jahren vor allem das Konzept der Identitäts-Bildung durch und in Distanz sowie generell das Image Südafrikas erkundete.
Allen häuft für diese Installationen systematisch in Massenproduktion gedrucktes Material an, welches er dann katalogisiert und ausstellt. Der Arbeitsprozess ist dem eines Archivars nicht unähnlich. Als ein im Ausland lebender Südafrikaner interessiert sich Allen vor allem dafür, wie ein Land von außerhalb gesehen wird und inwieweit es seinerseits an der Bildung des Bildes von sich teilhat. Anfang der 2000er Jahre stieß er auf eine Webseite der südafrikanischen Regierung, die einen stark beworbenen Aufruf zur positiven "Markenpolitik" für Südafrika im Ausland machte und auch die Rekrutierung von im Ausland lebenden, nicht für die Regierung arbeitenden Südafrikanern bewarb, welche als "Botschafter" des Landes auftreten sollten. Allens Installationen entlarven diesen essentialistischen Gedanken einer südafrikanischen "Marke" und leisten gleichzeitig eine Art Beihilfe zu diesem Branding.
Das neueste Projekt des Künstlers ist die Kreation eines umfangreichen, im Internet basierenden Archivs von Ton-Dokumenten zur Geschichte Südafrikas. Die aus diesem Archiv resultierende Ausstellung mit dem Titel "Records" wurde 2009 in Südafrika und 2010 in den USA gezeigt.

## Ausstellungen

### Einzelausstellungen (Auswahl)
- 2010 Imaging South Africa: Collection Projects by Siemon Allen, Anderson Gallery, VCU, Richmond, VA, USA
- 2009 Imaging South Africa: Records, BANK Gallery, Durban, Südafrika
- 2005 Cards II, FUSEBOX, Washington, DC, USA
- 2004 Newspapers (Register), Drake University – Anderson Gallery, Des Moines, IA, USA
- 2002 Newspapers (Post/Times), FUSEBOX, Washington, DC, USA
- 2001 STAMP COLLECTION – Imaging South Africa, Hemicycle/Corcoran Museum, Washington, DC, USA
- 1999 House, Gallery 400, Chicago, IL, USA
- 1994 Songs for Nella, FLAT Gallery, Durban, Südafrika

### Gruppenausstellungen (Auswahl)
- 2011 Desire, Ideal Narrative in Contemporary South African Art, Südafrikanischer Pavilion, 54. Biennale von Venedig, Venedig, Italien
- 2010 Records, The Gordon Schachat Collection — Featured Artist, Johannesburg Art Fair, Südafrika
- 2009 t.error – your fear is an external object, Hungarian Cultural Center, New York, NY, USA
- 2008 Disturbance – Contemporary Art from Scandinavia and South Africa, Johannesburg Art Gallery, Südafrika
- 2008 T.ERROR, Kunsthalle, Budapest, Ungarn
- 2008 Hopeless and Otherwise, curated by Valerie Imus, Southern Exposure, San Francisco, USA
- 2006 A Fiction of Authenticity: Contemporary Africa Abroad, Blaffer Gallery, Houston, TX, USA
- 2006 Other Than Art, G Fine Art, Washington, DC, USA
- 2005 Enemy Image, Brooklyn, NY, USA
- 2004 Freedom Salon, New York, NY, USA
- 2004 Notes on Renewed Appropriationisms, The Project, Los Angeles, CA, USA
- 2004 Rear View Mirror, Kettle’s Yard, Cambridge, UK
- 2004 A Fiction of Authenticity: Contemporary Africa Abroad, Miller Gallery, Carnegie Mellon University, Pittsburgh, PA, USA
- 2003 The American Effect, Whitney Museum, New York, NY, USA
- 2003 Art Positions, Miami/Basel, Miami, FL, USA
- 2003 ARCO, Madrid, Spanien
- 2002 Context & Conceptualism, Artists Space. New York, NY, USA
- 2002 Intersections, RMIT Gallery, Melbourne, Australien
- 2001 After the Diagram, White Box, New York, NY, USA
- 2000 Open Circuit, NSA Gallery, Durban, Südafrika
- 1999 Import, Goethe Institute (two-person with Markus Wirthmann), Washington, DC
- 1998 Drömmar och Moln, Kulturhuset, Stockholm, Schweden
- 1997 Taking Stock, Johannesburg Stock Exchange, Südafrika
- 1997 2nd Johannesburg Biennale, Graft, South African National Gallery, Kapstadt, Südafrika
- 1996 Hitch-Hiker, Generator Art Space, Johannesburg, Südafrika
- 1995 Rembrandt Gallery (three-person with Thomas Barry and Jeremy Wafer), Johannesburg, Südafrika
- 1994 Vita Art Now 93, Johannesburg Art Gallery, Südafrika
- 1993 Institute of Contemporary Art (ICA) (two person with Greg Streak), Johannesburg, Südafrika